# ألان ستيفنز
ألان ستيفنز (بالإنجليزية: Alan Stephens)‏ (13 أكتوبر 1952 بليفربول في المملكة المتحدة - ) هو لاعب كرة قدم بريطاني في مركز الظهير. لعب مع نادي كرو ألكساندرا ووولفرهامبتون واندررز وSan Diego Jaws ‏ وسياتل ساوندرز.